# The Rock – Fels der Entscheidung
The Rock – Fels der Entscheidung ist ein US-amerikanischer Actionthriller von Michael Bay aus dem Jahr 1996, produziert von Jerry Bruckheimer und Don Simpson. The Rock spielt auf den Spitznamen der Gefängnisinsel Alcatraz an, des wesentlichen Schauplatzes der Handlung.

## Handlung

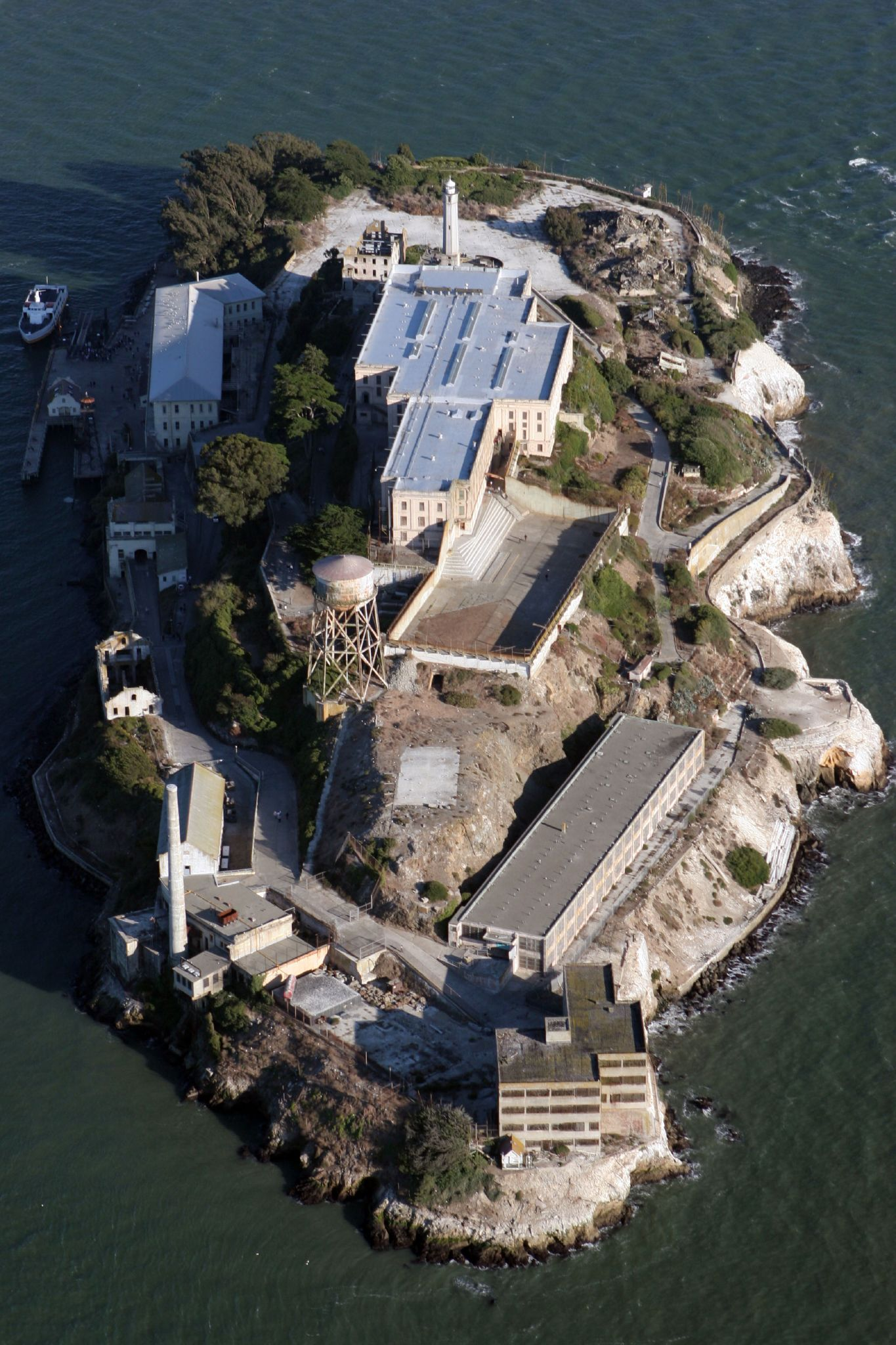
Alcatraz

Der britische Spion John Patrick Mason hat noch zu J. Edgar Hoovers (ehemaliger Direktor des FBI) Lebzeiten einen Mikrofilm mit Regierungsgeheimnissen der Amerikaner gestohlen. Die detaillierten Informationen, etwa die Wahrheit über das Kennedy-Attentat, sind hochbrisant. Mason wird bis dato in Hochsicherheitsgefängnissen gefangengehalten, da er die Filme versteckt hat und nicht preisgeben will, wo sie sind. Seine Existenz wird sowohl von der amerikanischen als auch von der britischen Regierung abgestritten. Mason ist der einzige Häftling, der jemals von Alcatraz fliehen konnte – dies bereits ein Jahr nach seiner Inhaftierung. Dies gelang ihm aufgrund seiner hervorragenden SAS-Ausbildung.
Bei einer fingierten Kontrolle eines Munitionsdepots für chemische Kampfstoffe bringt Brigadegeneral Francis X. Hummel 15 mit VX-Gas bestückte Raketen in seine Gewalt. Mit einem Marine-Force-Reconnaissance-Kommando verschanzt er sich mit 81 Touristen als Geiseln in Alcatraz und droht, die mitgebrachten Raketen auf San Francisco abzufeuern. Seine Forderung: ein Lösegeld von 100 Millionen Dollar von einem geheimen Konto der US-Regierung. Diese Einnahmen stammen von illegalen Waffenverkäufen der Vereinigten Staaten. Mit dem Geld will Hummel die Familien der Soldaten entschädigen, die unter seinem Kommando bei inoffiziellen Einsätzen (etwa in der Volksrepublik China und Laos während des Vietnamkrieges) ums Leben kamen. Aufgrund der geheimen Natur dieser Missionen wurden die Soldaten weder ausgezeichnet noch militärisch beigesetzt. Hummel hatte während seiner Laufbahn immer wieder versucht, diese für ihn unhaltbare Position juristisch zu klären. Nach dem Tod seiner Frau ist er nun bereit, mit Geiselnahme und Erpressung für vermeintliche Gerechtigkeit zu sorgen.
Der US-Regierung stehen nicht viele Möglichkeiten offen, um auf die Bedrohung San Franciscos durch einen Gasangriff zu reagieren. Der einzige zur Bekämpfung von VX-Gas dienliche Kampfstoff „Thermit-Plasma“ befindet sich noch in der Erprobung. Deswegen entscheiden sich die Verantwortlichen, einen Einsatztrupp der US Navy Seals (ein Spezialkommando der United States Navy) auf die Insel zu schicken, um General Hummel und seine Männer zu überraschen und die Raketen so wieder unter Kontrolle zu bekommen.
Für die Entschärfung der Raketen wird der Chemiewaffenspezialist Stanley Goodspeed gerufen. Er hat eine zweiwöchige Grundausbildung beim FBI absolviert, hat aber ansonsten keinerlei Kampferfahrung. Mason begleitet den SEALs-Trupp, um ihn durch das Tunnelsystem unter „The Rock“ zu führen. Doch durch ein Frühwarnsystem der Besetzer und die Schießwut der Söldner wird der Trupp gestellt und gegen Hummels ausdrücklichen Willen getötet. Lediglich Mason und Goodspeed überleben. Mason will von der Insel fliehen. Als er jedoch von Goodspeed von der Wirkung des VX-Gases und der Bedrohungslage für San Francisco erfährt, entscheidet er sich zu bleiben und bei der Entschärfung der Raketen zu helfen, da sich neben Goodspeeds schwangerer Verlobten unter anderem auch seine eigene Tochter (und damit auch der einzige Beweis für seine Existenz) in der Stadt befindet.
Nach und nach können die beiden sämtliche Raketen bis auf zwei entschärfen. Als dann eine abgefeuert wird und Hummel sie absichtlich ins Wasser stürzen lässt, kommt es zur Meuterei unter den Söldnern. Hummel stellt klar, dass er kein wahnsinniger Mörder und die Mission gescheitert sei, da sie lediglich auf der Androhung, nicht aber der Anwendung von Gewalt basiert habe (daher auch sein Unwille, die SEALs zu töten). Daraufhin erschießen die Söldner Hummel und seine Gefolgsleute und wollen die letzte verbliebene Rakete abfeuern. Mason und Goodspeed können dies verhindern, allerdings kommt Goodspeed im Kampf gegen einen Soldaten in Kontakt mit VX und muss sich Atropin ins Herz spritzen. Dadurch kann er erst im letzten Moment durch das Zünden von Handfackeln verhindern, dass die gesamte Insel durch ein Bombardement mit Thermit-Plasma zerstört wird. Zwar wird noch ein Sprengsatz abgeworfen, dieser beschädigt jedoch nur einen Zellentrakt, in dem sich keine Geiseln befinden. Goodspeed wird durch die Explosion bewusstlos ins Wasser geschleudert, jedoch von Mason gerettet.
Goodspeed behauptet, Mason sei durch den abgeworfenen Sprengsatz ums Leben gekommen, und gibt diesem dadurch (und durch seine Tauchausrüstung sowie eine Wegbeschreibung) die Chance, zu entkommen und ein Leben in Freiheit zu führen. Im Gegenzug verrät Mason Goodspeed, wo sich der Mikrofilm mit den geheimen Dokumenten befindet, die Mason einst gestohlen hatte, bevor er spurlos verschwindet. Der Film endet damit, dass Goodspeed auf seiner Hochzeitsreise den in einer abgelegenen Kirche versteckten Mikrofilm an sich nimmt und beim ersten Sichten seine Frau fragt, ob sie wissen wolle, wer Kennedy wirklich ermordet habe.

## Synchronisation
Der Film wurde bei der Berliner Synchron vertont. Michael Nowka schrieb das Dialogbuch und führte die Dialogregie.
| Rolle                           | Schauspieler         | Synchronsprecher   |
| Stanley Goodspeed               | Nicolas Cage         | Martin Keßler      |
| John Patrick Mason              | Sean Connery         | Manfred Wagner     |
| Brig. General Francis X. Hummel | Ed Harris            | Wolfgang Condrus   |
| FBI-Direktor Womack             | John Spencer         | Joachim Nottke     |
| Major Tom Baxter                | David Morse          | Gunnar Helm        |
| Comdr. Anderson                 | Michael Biehn        | Ingo Albrecht      |
| Special Agent Ernest Paxton     | William Forsythe     | Joachim Pukaß      |
| Carla Pestalozzi                | Vanessa Marcil       | Ulrike Stürzbecher |
| Oberster Richter                | Philip Baker Hall    | Alexander Herzog   |
| Chief of Staff Hayden Sinclair  | David Marshall Grant | Klaus-Peter Grap   |
| Cpt. Darrow                     | Tony Todd            | Marlin Wick        |
| Cpt. Frye                       | Gregory Sporleder    | Jan Spitzer        |
| Cpt. Hendrix                    | John McGinley        | Till Hagen         |
| Dr. Ling                        | David Bowe           | Peter Reinhardt    |
| General Al Kramer               | Stuart Wilson        | Joachim Kerzel     |
| General Peterson                | John Laughlin        | Lutz Riedel        |
| Jade Angelou                    | Claire Forlani       | Diana Borgwardt    |

## Rezeption

### Erfolg
Der Film feierte am 7. Juni 1996 in den Vereinigten Staaten Premiere. In Deutschland kam er am 11. Juli 1996 ins Kino. Der Film hatte ein Budget von 75 Mio. US-Dollar und spielte weltweit ca. 335 Mio. US-Dollar ein.

### Kritiken
„Mit Sean Connery und Nicolas Cage als wirkungsvolle und witzige Helden wider Willen gewinnt die genreübliche Action gelegentlich an Reiz, der jedoch immer wieder durch überaktive Hektik und gleichförmige Materialschlachten zugedeckt wird. Ein weiteres Beispiel für die Okkupation des Actionfilms durch die berechnende Videoclip-Ästhetik.“

„Dabei steht The Rock auch deutlich in einer Tradition, wie sie das Autokino der 50er und 60er Jahre mitbegründete. Eine reißerische, sensationalistische Geschichte, die sich unter Rückgriff auf vulgärstmögliches Wissenschaftsbla begründet, einigermaßen im Zweidimensionalen verhaften bleibende Figuren und ein deutliches Augenmerk auf strukturell Jahrmarktsattraktion entsprechender Sensationsinseln innerhalb des narrativen Gefüges, das selbst nur den möglichst flexiblen Rahmen eines solchen Zwecken dienliches Ablaufprogramms stellt.“

### Auszeichnungen
Nicolas Cage gewann im Jahr 1997 den Blockbuster Entertainment Award als Bester Hauptdarsteller in der Kategorie Action/Abenteuer. Sean Connery gewann in der gleichen Kategorie den Award als Beste Nebenrolle.
Die ASCAP zeichnete im Jahr 1997 den Film in der Kategorie Top Box Office Film aus.
Sean Connery und Nicolas Cage bekamen im Jahr 1997 den MTV Movie Awards als
Bestes Filmduo. Der Film selbst war in der Kategorie Beste Action-Sequenz und Bester Film nominiert, erhielt jedoch keine Auszeichnung.
Bei der Oscarverleihung 1997 war der Film in der Kategorie Bester Ton nominiert, erhielt den Preis jedoch nicht.
Der Film wurde im Jahr 1997 für den Saturn Award in den Kategorien Bester Action-/Abenteuer-/Thriller-Film und Beste Musik nominiert, gewann jedoch keinen Award.

## Soundtrack
Der Soundtrack The Rock von Nick Glennie-Smith, Harry Gregson-Williams und Hans Zimmer wurde am 25. Juni 1996 als Audio-CD veröffentlicht. Die CD wird vom Label Hollywood Records publiziert, umfasst acht Stücke und hat eine Laufzeit von knapp 60 Minuten. Der Grund dafür, dass drei Komponisten mit der Musik zum Film beauftragt wurden, liegt in der Tatsache, dass Michael Bay mit der ursprünglichen Filmmusik unzufrieden war und deshalb dieses Trio innerhalb von vier Wochen neue Musik komponieren ließ.

## Hintergrund

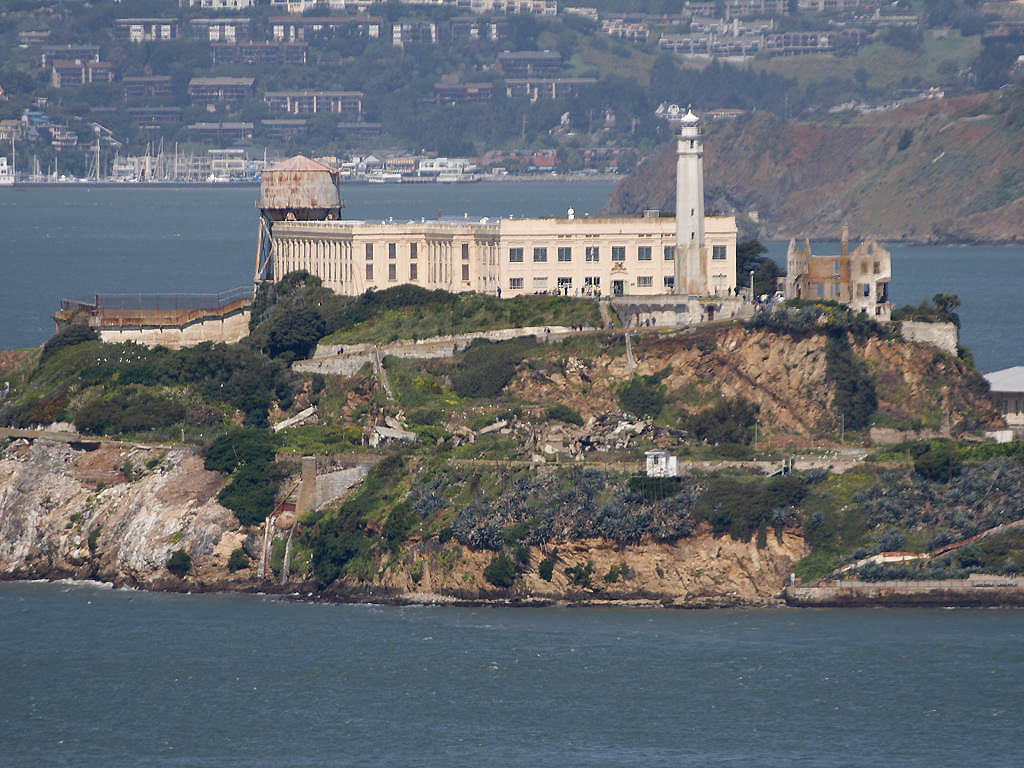
The Rock

- Seitens der Produzenten gab es Überlegungen zu einer Fortsetzung.[6]
- Als die Geheimdienste des Vereinigten Königreiches gefälschte Beweise für Saddam Husseins Chemiewaffenprogramm zur Rechtfertigung des Irakkrieges vorlegten, ähnelten die Designs der angeblichen Waffen frappierend den Raketen aus The Rock.[7]
- Die im Film fliegenden F/A-18-Hornet-Piloten sind von den U.S. Navy Blue Angels. Im Film werden die Hornets von US-Air-Force-Piloten geflogen, obwohl die US Air Force selbst über keine Hornets verfügt.
- VX ist in Wirklichkeit kein Hautkampfstoff und lässt daher auch nicht die Haut schmelzen, wie im Film gezeigt. Tatsächlich hat kein Hautkampfstoff einen annähernd so spektakulären Effekt wie im Film. VX verursacht durch Blockierung der Acetylcholinesterase eine Dauerreizung der Nerven, was u. a. zu Atemlähmung und damit schließlich zum Tod führt. Allerdings sind die im Film genannten Wirkungspotenziale auch deutlich übertrieben. So geht die Gefährdung hauptsächlich vom direkten Kontakt mit VX und der Aufnahme über die Haut aus. Vom Erscheinungsbild her ist VX nicht grün, sondern eine farb- und geruchlose, durch Verunreinigungen oft leicht gelbliche Flüssigkeit.
- Der Film wurde Don Simpson gewidmet, der während der Dreharbeiten verstarb.
- Quentin Tarantino und Aaron Sorkin leisteten jeweils eine ungenannte Drehbucharbeit.[8]
- Dieser Film ist in vielen Fassungen geschnitten. In der Fernsehausstrahlung gibt es 50 Schnitte mit einer Gesamtspielzeit von etwa 11:30 Minuten, auf der FSK-16-DVD entfällt durch sieben Schnitte etwa eine halbe Minute.[9][10]
- Am 13. September 2007 erschien in Deutschland die ungekürzte Fassung des Films auf Blu-ray mit der Freigabe FSK 18.
- Im März 2013 wurde der Film neu geprüft und erhielt in seiner ungeschnittenen Fassung die Freigabe „ab 16 Jahren“.[1]
- Der Film wurde in Deutschland auch unter dem Namen The Rock – Entscheidung auf Alcatraz vermarktet.
- Der Film lief in Deutschland gekürzt mit einer Freigabe ab 16 Jahren in den Kinos und wurde erst mit seiner Videoauswertung ungekürzt mit einer FSK-18-Freigabe veröffentlicht; Gerüchte, dass die ungekürzte Fassung ebenfalls in Deutschland im Kino seinerzeit lief, konnten nicht verifiziert werden und stehen ferner dem Videothekenplakat entgegen, welche mit der Exklusivität der ungekürzten Fassung auf Video warb.